# 1908 Pobeda
Az 1908 Pobeda (ideiglenes jelöléssel 1972 RL2) a Naprendszer kisbolygóövében található aszteroida. Nyikolaj Csernih fedezte fel 1972. szeptember 11-én.